# Ajuntament de Llançà
L'Ajuntament de Llançà és un edifici del municipi de Llançà (Alt Empordà), inclòs en l'Inventari del Patrimoni Arquitectònic de Catalunya.
L'edifici és al nucli urbà de la població de Llançà, a la banda de ponent del terme i amb la façana orientada a l'avinguda d'Europa.

## Arquitectura

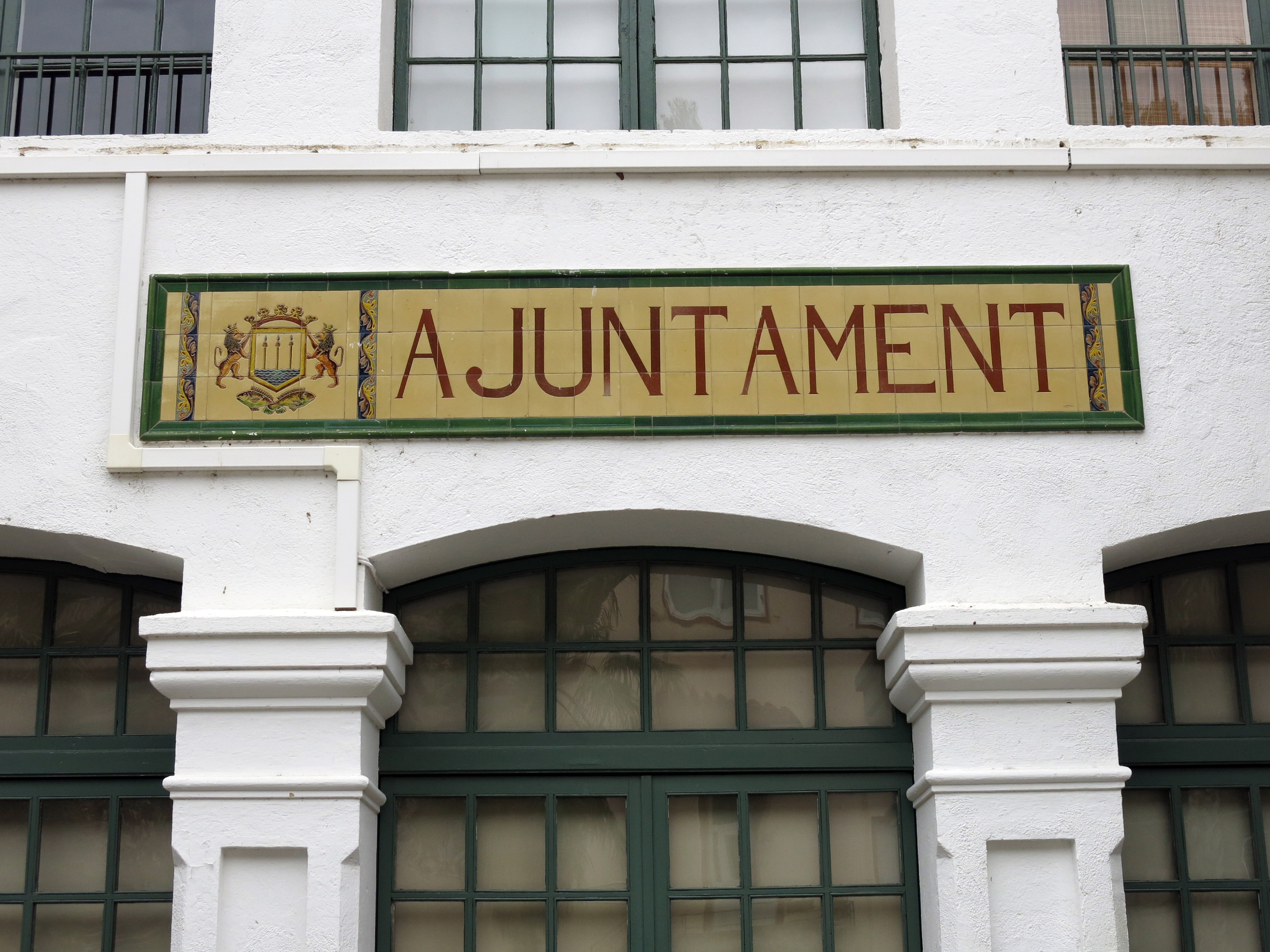
Detall de la façana, amb l'escut de la vila

Es tracta d'un edifici aïllat amb jardí, format per diversos cossos adossats que li confereixen una planta en forma de L. Els cossos rectangulars presenten les cobertes de teula de tres vessants i estan distribuïts en planta baixa i pis, mentre que els de planta quadrada tenen la teulada de quatre aigües i un pis més d'alçada. La façana principal presenta grans finestrals rectangulars al pis i obertures d'arc rebaixat a la planta baixa, separades per pilars quadrats amb capitells motllurats. Davant del portal d'accés hi ha un porxo de planta quadrada cobert amb teulada de tres vessants, sostinguda per dues grans columnes cilíndriques. La façana de migdia presenta una galeria actualment tancada al pis, formada per pilars quadrats amb capitells decorats i delimitada per una balustrada. A la planta baixa, les obertures són d'arc de mig punt i arc rebaixat, totes amb els emmarcaments arrebossats. La façana de tramuntana té finestrals rebaixats separats amb el mateix tipus de pilastres a la planta baixa, mentre que al pis els finestrals són rectangulars i de grans dimensions. Les obertures del tercer pis del cos de més alçada estan agrupades en parelles, amb pilastres de separació i ampits correguts i motllurats.
La construcció està arrebossada i emblanquinada.

## Història
La primera notícia que es troba documentada sobre la construcció de l'edifici, inicialment destinat a albergar les escoles municipals, és de l'any 1920, dins del context de preocupació de l'ajuntament per posar fi a la dispersió d'aules en diverses dependències.
El 1921 es varen comprar el terrenys de la Salanqueta, on s'acordà bastir-hi l'edifici, i encara que en un moment donat es va pensar reubicar les escoles en un altre lloc, finalment les obres començaren a final del 1925 i es van acabar vers el 1928, ja que es tenen notícies que el curs 1928-29 ja es va realitzar en aquest nou edifici.
L'any 1976 es van inaugurar les noves escoles situades a les Esplanes, a la zona sud-est de la localitat. Posteriorment aquest edifici va ser reconvertit en la seu del consistori de la ciutat, tot mantenint l'estructura externa tal com va ser concebuda per l'arquitecte Ricard Giralt Casadesús.

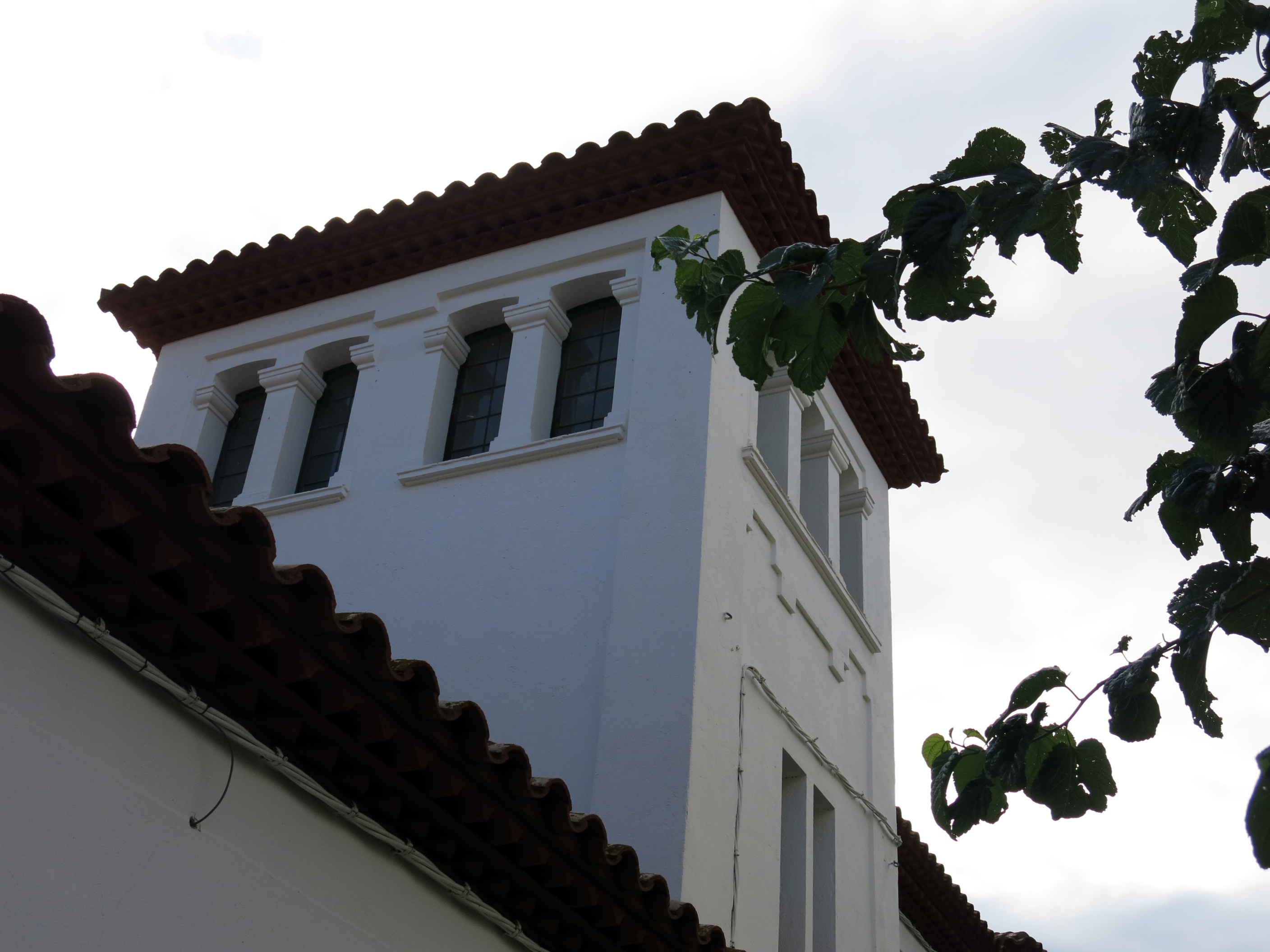
Cos en forma de torre de la façana de tramuntana
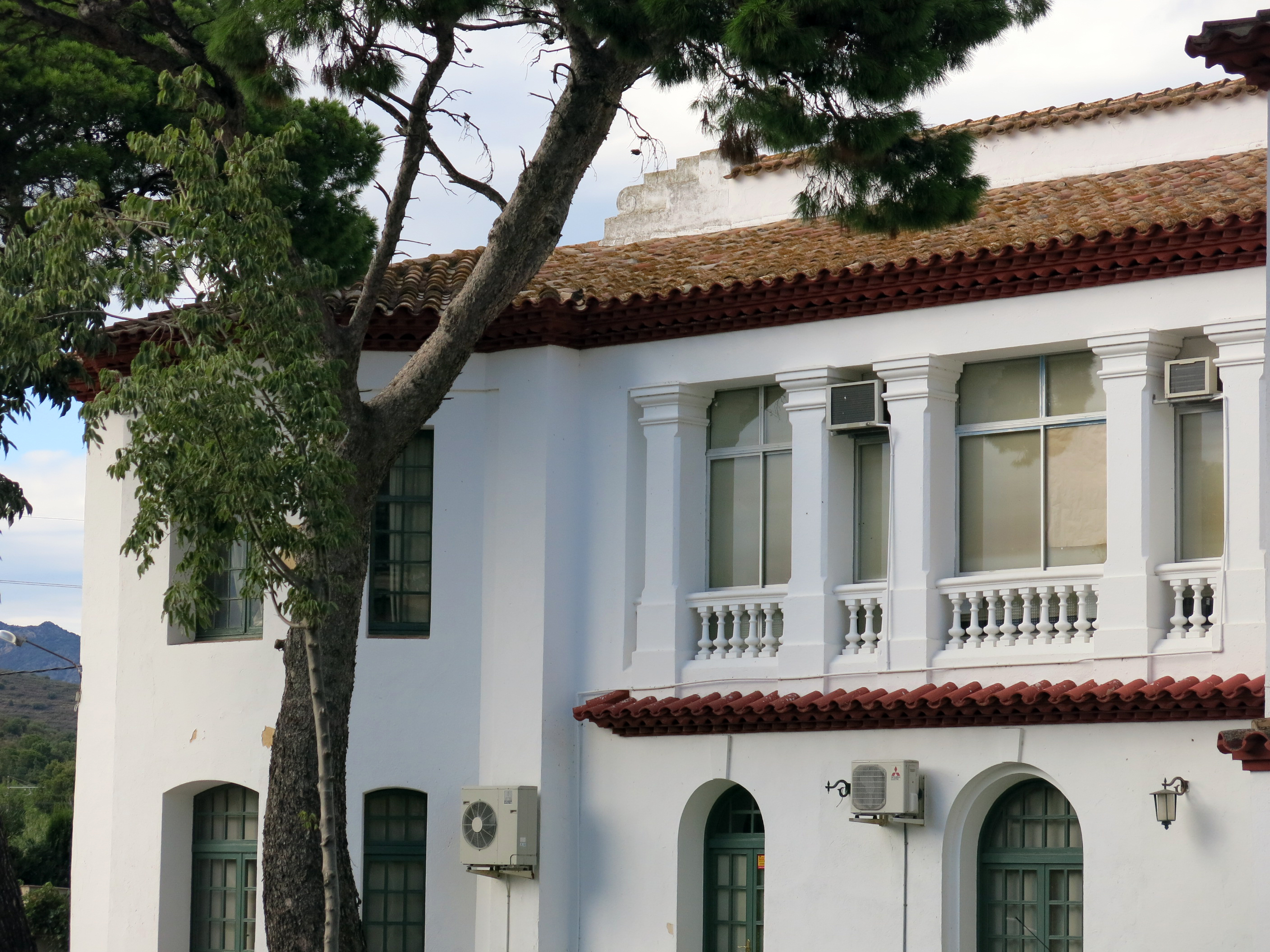
Detall de la façana de migdia
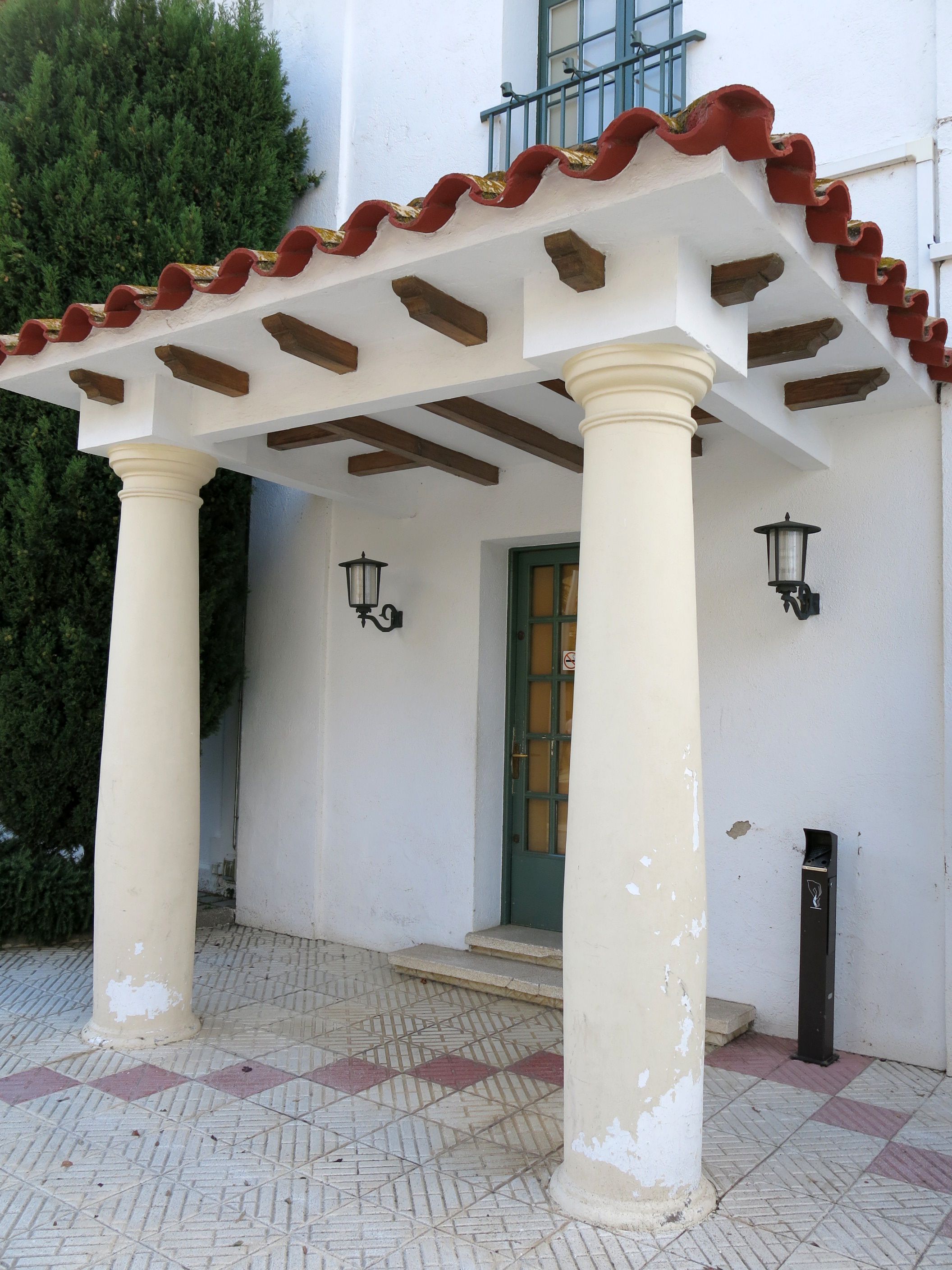
Porxo d'entrada, a la façana principal